# Liste der Rechtsanwaltskammern in Deutschland
Die Liste der Rechtsanwaltskammern in Deutschland umfasst die insgesamt 28 Rechtsanwaltskammern (einschließlich der Rechtsanwaltskammer bei dem Bundesgerichtshof) sowie die Bundesrechtsanwaltskammer mit Sitz in Berlin.  

## Liste
| Name                                                              | Sitz                       | Bundesland             | Zuständigkeit |
| ----------------------------------------------------------------- | -------------------------- | ---------------------- | --- |
| Rechtsanwaltskammer bei dem Bundesgerichtshof                     | Karlsruhe                  | Baden-Württemberg      | zuständig für die beim Bundesgerichtshof zugelassenen Rechtsanwälte                                                                            |
| Rechtsanwaltskammer Freiburg                                      | Freiburg im Breisgau       | Baden-Württemberg      | Landgerichtsbezirke Baden-Baden, Freiburg, Konstanz, Offenburg, Waldshut-Tiengen                                                               |
| Rechtsanwaltskammer Tübingen                                      | Tübingen                   | Baden-Württemberg      | Landgerichtsbezirke Hechingen, Ravensburg, Rottweil, Tübingen                                                                                  |
| Rechtsanwaltskammer Karlsruhe                                     | Karlsruhe                  | Baden-Württemberg      | OLG Karlsruhe; Landgerichtsbezirke Karlsruhe, Heidelberg, Mannheim, Mosbach.                                                                   |
| Rechtsanwaltskammer Stuttgart                                     | Stuttgart                  | Baden-Württemberg      | OLG Stuttgart; Landgerichtsbezirke Ellwangen, Heilbronn, Stuttgart, Ulm                                                                        |
| Rechtsanwaltskammer für den Bezirk des Oberlandesgerichts Bamberg | Bamberg                    | Bayern                 | OLG Bamberg; Landgerichtsbezirke Aschaffenburg, Bamberg, Bayreuth, Coburg, Hof, Schweinfurt, Würzburg.                                         |
| Rechtsanwaltskammer für den Oberlandesgerichtsbezirk München      | München                    | Bayern                 | OLG München; Landgerichtsbezirke Augsburg, Deggendorf, Ingolstadt, Kempten, Landshut, Memmingen, München I und München II, Passau, Traunstein. |
| Rechtsanwaltskammer Nürnberg                                      | Nürnberg                   | Bayern                 | OLG Nürnberg; Landgerichtsbezirke Amberg, Ansbach, Nürnberg-Fürth, Regensburg, Weiden.                                                         |
| Bundesrechtsanwaltskammer                                         | Berlin (ferner in Brüssel) | Berlin                 | Dachorganisation der 27 regionalen Rechtsanwaltskammern.                                                                                       |
| Rechtsanwaltskammer Berlin                                        | Berlin                     | Berlin                 | Kammergericht Berlin; Landgerichtsbezirk Berlin.                                                                                               |
| Brandenburgische Rechtsanwaltskammer                              | Brandenburg an der Havel   | Brandenburg            | OLG Brandenburg; Landgerichtsbezirke Cottbus, Frankfurt (Oder), Neuruppin, Potsdam.                                                            |
| Hanseatische Rechtsanwaltskammer Bremen                           | Bremen                     | Bremen                 | OLG Bremen; Landgerichtsbezirk Bremen. |
| Hanseatische Rechtsanwaltskammer Hamburg                          | Hamburg                    | Hamburg                | HansOLG; Landgerichtsbezirk Hamburg. |
| Rechtsanwaltskammer Frankfurt                                     | Frankfurt am Main          | Hessen                 | OLG Frankfurt; Landgerichtsbezirke Darmstadt, Frankfurt, Gießen, Hanau, Limburg, Wiesbaden.                                                    |
| Rechtsanwaltskammer Kassel                                        | Kassel                     | Hessen                 | Landgerichtsbezirke Fulda, Kassel, Marburg. |
| Rechtsanwaltskammer Mecklenburg-Vorpommern                        | Schwerin                   | Mecklenburg-Vorpommern | OLG Rostock; Landgerichtsbezirke Neubrandenburg, Rostock, Schwerin, Stralsund.                                                                 |
| Rechtsanwaltskammer für den Oberlandesgerichtsbezirk Braunschweig | Braunschweig               | Niedersachsen          | OLG Braunschweig; Landgerichtsbezirke Braunschweig, Göttingen.                                                                                 |
| Rechtsanwaltskammer für den Oberlandesgerichtsbezirk Celle        | Celle                      | Niedersachsen          | OLG Celle; Landgerichtsbezirke Bückeburg, Hannover, Hildesheim, Lüneburg, Stade, Verden.                                                       |
| Rechtsanwaltskammer für den Oberlandesgerichtsbezirk Oldenburg    | Oldenburg                  | Niedersachsen          | OLG Oldenburg; Landgerichtsbezirke Aurich, Oldenburg, Osnabrück.                                                                               |
| Rechtsanwaltskammer Düsseldorf                                    | Düsseldorf                 | Nordrhein-Westfalen    | OLG Düsseldorf; Landgerichtsbezirke Düsseldorf, Duisburg, Kleve, Krefeld, Mönchengladbach, Wuppertal.                                          |
| Rechtsanwaltskammer für den Oberlandesgerichtsbezirk Hamm         | Hamm                       | Nordrhein-Westfalen    | OLG Hamm; Landgerichtsbezirke Arnsberg, Bielefeld, Bochum, Detmold, Dortmund, Essen, Hagen, Münster, Paderborn, Siegen.                        |
| Rechtsanwaltskammer Köln                                          | Köln                       | Nordrhein-Westfalen    | OLG Köln; Landgerichtsbezirke Aachen, Bonn, Köln.                                                                                              |
| Rechtsanwaltskammer Koblenz                                       | Koblenz                    | Rheinland-Pfalz        | OLG Koblenz; Landgerichtsbezirke Bad Kreuznach, Koblenz, Mainz, Trier.                                                                         |
| Pfälzische Rechtsanwaltskammer Zweibrücken                        | Zweibrücken                | Rheinland-Pfalz        | OLG Pfalz; Landgerichtsbezirke Frankenthal, Kaiserslautern, Landau, Zweibrücken.                                                               |
| Rechtsanwaltskammer des Saarlandes                                | Saarbrücken                | Saarland               | OLG Saarland; Landgerichtsbezirk Saarbrücken.                                                                                                  |
| Rechtsanwaltskammer Sachsen                                       | Dresden                    | Sachsen                | OLG Dresden; Landgerichtsbezirke Bautzen, Chemnitz, Dresden, Görlitz, Leipzig, Zwickau.                                                        |
| Rechtsanwaltskammer des Landes Sachsen-Anhalt                     | Magdeburg                  | Sachsen-Anhalt         | OLG Naumburg; Landgerichtsbezirke Dessau, Halle, Magdeburg, Stendal.                                                                           |
| Schleswig-Holsteinische Rechtsanwaltskammer                       | Schleswig                  | Schleswig-Holstein     | OLG Schleswig-Holstein; Landgerichtsbezirke Flensburg, Itzehoe, Kiel, Lübeck.                                                                  |
| Rechtsanwaltskammer Thüringen                                     | Erfurt                     | Thüringen              | OLG Thüringen; Landgerichtsbezirke Erfurt, Gera, Meiningen, Mühlhausen.                                                                        |

## Ehemalige Rechtsanwaltskammern in Deutschland
| Name                             | Sitz                       | OLG                            | Anmerkungen                                                              |
| -------------------------------- | -------------------------- | ------------------------------ | ------------------------------------------------------------------------ |
| Rechtsanwaltskammer Augsburg     | Augsburg                   | Oberlandesgericht Augsburg     |                                                                          |
| Rechtsanwaltskammer Breslau      | Breslau                    | Oberlandesgericht Breslau      |                                                                          |
| Rechtsanwaltskammer Colmar       | Colmar                     | Oberlandesgericht Colmar       |                                                                          |
| Rechtsanwaltskammer Darmstadt    | Darmstadt                  | Oberlandesgericht Darmstadt    | Zuständig für das ganze Großherzogtum Hessen, bestand von 1879 bis 1946. |
| Rechtsanwaltskammer Königsberg   | Königsberg                 | Oberlandesgericht Königsberg   |                                                                          |
| Rechtsanwaltskammer Neustadt     | Neustadt an der Weinstraße | Oberlandesgericht Neustadt     |                                                                          |
| Rechtsanwaltskammer Marienwerder | Marienwerder               | Oberlandesgericht Marienwerder |                                                                          |
| Rechtsanwaltskammer Posen        | Posen                      | Oberlandesgericht Posen        |                                                                          |
| Rechtsanwaltskammer Stettin      | Stettin                    | Oberlandesgericht Stettin      |                                                                          |